# The Mask of Fu Manchu
The Mask of Fu Manchu és una pel·lícula estatunidenca dirigida per Charles Brabin, estrenada el 1932.

## Argument
L'expedició dirigida per Sir Barton que ha sortit a la recerca de la tomba de Gengis Khan, cau a les mans del temible Dr. Fu Manchu que té com a objectiu apoderar-se de l'espasa i de la màscara d'Or per dominar Àsia.
Sir Denis Nayland Smith (Lewis Stone) del Servei Secret britànic adverteix l'egiptòleg Sir Lionel Barton (Lawrence Grant) que ha de batre Fu Manchu en la cursa per trobar la tomba de Genghis Khan. El poder boig de Fu Manchu (Boris Karloff) pretén utilitzar l'espasa i màscara d'or per proclamar la reencarnació del llegendari conqueridor i inflamar els pobles d'Asia i de l'Orient Mitjà en una guerra per aniquilar la "raça blanca". Sir Lionel és segrestat després i portat a Fu Manchu. Fu Manchu intenta subornar el seu captiu, fins i tot oferint-li la seva pròpia filla, Fah Lo See (Myrna Loy). Barton pateix la "tortura de la campana" en un intent fracassat de fer-li revelar la ubicació de la tomba.

## Repartiment
- Boris Karloff: Dr. Fu-Manxú
- Lewis Stone: Nayland Smith
- Karen Morley: Sheila
- Charles Starrett: Terrence Granville
- Myrna Loy: Fah Lo See
- Jean Hersholt: Von Berg
- Lawrence Grant: Sir Lionel Barton
- David Torrence: McLeod
- Ferdinand Gottschalk (no surt als crèdits): Un oficial del British Museum

## Al votant de la pel·lícula
L'actor Lewis Stone fa el paper de "Nayland Smith" en l'estil Indiana Jones.
Durant la seva exhibició inicial, The Mask of Fu Manchu va ser criticada pel govern xinès, i l'ambaixada xinesa a Washington va enviar una queixa formal contra la pel·lícula per la seva hostil representació dels xinesos. El discurs on Fu Manchu diu els seus seguidors de "matar l'home blanc i agafar les seves dones!" va ser triat per aquesta queixa.
Altres crítics també objecten a la pel·lícula la representació de violència i sexualitat. La pel·lícula reestrenada el 1972 va ser criticada per la Lliga de ciutadans americano-japonesa, que va declarar que "la pel·lícula era ofensiva i humiliant pels asiàtico-americans." A causa de la crítica de racisme de la pel·lícula, el 1992, en l'edició VHS de la pel·lícula es van treure diverses escenes, com la de "matar l'home blanc", i les escenes de Myrna Loy en un frenètica orgia mentre presenciava una tortura. Les posterioriors edicions en DVD d'aquesta pel·lícula per la Warner Bros ha restaurat aquestes escenes.

## Recepció
La pel·lícula va ser un èxit financer, aconseguint un benefici de 62.000$.
La pel·lícula és reconeguda per l'American Film Institute en aquestes llistes:
- 2003: AFI's 100 Years...100 Heroes & Villains:
  - Fu-Manxú – Nominat dolent[5]